# 木下嘉七郎

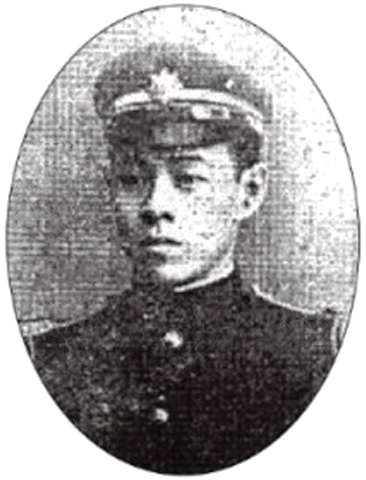
木下嘉七郎肖像

木下嘉七郎（日语：／ Kinoshita Kashichirou */?，1873年9月6日—1908年9月10日），日本長崎縣人，醫學家，在臺灣防治瘧疾，1908年6月獲綬勳六等瑞寶章。

## 生平
木下嘉七郎在明治六年（1873年）7月15日出生於長崎縣西彼杵郡樺島村（今長崎市樺島町），1891年9月10日赴第五高等學校（今熊本大學）醫學部就讀，1895年畢業後進入壹岐病院擔任醫員。1896年獲發醫術開業免狀，10月被任命為臺灣公醫，於臺南縣恆春支廳（今屏東縣恆春鎮）一帶服務，12月於臺北第一避病院（今國立臺灣大學醫學院附設醫院）工作。1897年5月任臺北縣醫院醫務囑託，10月任臺北醫院基隆分院勤務，此後陸續在臺北醫院、臺中醫院等處任職，並於1901年12月擔任臺灣總督府醫學校（今國立臺灣大學醫學院）助教，1903年5月兼該校舍監。
木下甫來臺即參與瘧蚊的調查工作:169，在1901年發表〈肉叉蚊第一次報告〉:39，記述臺北近郊的瘧蚊:169，至1903年，木下已和醫學家羽鳥重郎共同鑑定出7種瘧蚊:289:180。1904年12月，其擔任馬刺里亞（瘧疾）研究及調查事務囑託，隨即赴德意志帝國留學，其後前往瘧疾流行地區非洲、印度等地，1907年1月返日。是年春，因甲仙埔（今高雄市甲仙區）之採腦拓殖會社爆發瘧疾疫情，乃應該社延聘，至當地進行瘧疾防治:211。期間罹病，原赴自宅診療，後轉送臺北醫院，於1908年9月10日因熱帶赤痢兼肺浸潤病逝，享年36歲，死後葬於三板橋共同墓地。